# رختاروا
قرية رختاروا هي قرية تقع في ناحية قوشتبة، في قضاء سهل أربيل، في محافظة أربيل شمال العراق.